# Улица Виктора Некрасова
Улица Виктора Некрасова (до 2022 года — Северо-Сырецкая улица) (укр. Вулиця Віктора Некрасова) — улица в Подольском районе города Киева. Пролегает от улицы гетмана Ивана Выговского при примыкании улицы Садово-Сырецкая до тупика, исторически сложившаяся местность (район) Цветоводство. Согласно «Официальному справочнику улиц города Киева» (2015 год) улица пролегает от тупика (возле ж/д линии) до улицы гетмана Ивана Выговского.
Примыкают улицы Всеволода Змиенко, Семьи Кристеров, Белицкая, Дачно-Белецкая, Пехотная.

## История
Сырецкая улица — по названию реки Сырец — проложена в конце 19 века. Изначально улица пролегала до Тираспольской. 
В 1930-е годы именовалась Дачно-Белецкая улица, затем была без названия. В 1960-е годы была присоединена безымянная дорога (ранее Дачно-Белецкая улица) до улицы Щербакова (современная гетмана Ивана Выговского).
Западная часть Сырецкой улицы длиной 2,06 км была выделена в отдельную Северо-Сырецкую улицу — из-за названия Сырецкой улицы, которую продлевает на север, и местности Сырец.
С февраля 2019 года на перекрёстке Межевой, Белицкой и Северо-Сырецкой улиц ведётся открытым способом строительство станции метро Мостицкая.
В процессе дерусификации городских объектов, 10 ноября 2022 года улица получила современное название — в честь русского журналиста, писателя, драматурга Виктора Платоновича Некрасова

## Застройка
Улица пролегает в восточном направлении, затем после примыкания улицы Семьи Кристеров — юго-восточном до ж/д линии в сторону Сырецкой улицы. Не имеет автомобильного проезда к Сырецкой улицы. 
Парная и непарная стороны начала улицы (до примыкания улицы Всеволода Змиенко) заняты многоэтажной жилой (5-этажные дома) застройкой улицы Выговского — микрорайоны жилого массива Цветоводство. Далее непарная сторона строящийся квартал многоэтажной жилой застройки (ЖК «Сырецкие сады»), промышленные предприятия («Квазар»), парная — строящийся квартал многоэтажной жилой (23-26-этажные дома) застройки (ЖК «Диброва-парк») на месте коммунального предприятия (тепличное хозяйство). Конец улицы непарная сторона занята лесопарком Рогозов яр, где расположены больница и ряд частных мелких предприятий, парная — парк-памятник садово-паркового искусства Сырецкий гай (один из участков).  
Учреждения:
1. дом № 1 — бывший завод «Квазар» — предприятия «Квазар-ИС» и «Ситроникс информационные технологии» (ранее «Квазар-Микро»)
2. дом № 1А — научно-исследовательский институт микроприборов НАНУ
3. дом № 3/1 — телеканал «Прямой»
4. дом № 49 — киевская областная больница № 2